# Virgilio Mazzocchi
Virgilio Mazzocchi (Civita Castellana, 22 luglio 1597 batt. – Civita Castellana, 3 ottobre 1646) è stato un compositore italiano del periodo barocco, autore di mottetti, madrigali, opere e oratori.

## Biografia
Virgilio Mazzocchi fu avviato giovanissimo alla carriera ecclesiastica e prese gli ordini minori il 9 maggio 1614.
Studiò musica con il fratello maggiore Domenico.
Il 24 agosto 1622 venne nominato dal vescovo Fabiani maestro di cappella della cattedrale di Civita Castellana. Nel novembre 1623 svolse il medesimo servizio inizialmente alla chiesa del Gesù a Roma  (prima del 1º giugno 1628), poi alla Cappella musicale Pia Lateranense della S. Giovanni in Laterano (per soli tre mesi) e infine presso la Cappella Giulia, succedendo a Paolo Agostini, nel frattempo morto a causa della peste.
Mazzocchi lavorò presso numerose istituzioni romane, componendo musica sia sacra che profana, e fu una personalità di rilievo per lo sviluppo del melodramma. Fu inoltre un famoso didatta, come testimonierà anche uno dei suoi allievi, Giovanni Andrea Angelini Bontempi.
L'opera San Bonifatio con il libretto di Giulio Rospigliosi ebbe la prima assoluta nel 1638 nel Palazzo della Cancelleria di Roma, La genoinda, overo L'innocenza difesa con il libretto di Rospigliosi nel 1641 nel Palazzo della Cancelleria e nel 1643 Sant'Eustachio con il libretto di Rospigliosi a Roma.
Il 16 settembre 1646 si recò con i suoi cantori della Cappella Giulia a Civita Castellana per celebrare la festa dei santi patroni, ma cadde improvvisamente malato; ivi morì il 3 ottobre.
Il fratello Domenico pose sulla sua tomba un busto e una lapide con un'epigrafe commemorativa, dalla quale i biografi (Raffaele Casimiri) hanno tratto alcune importanti notizie. Giuseppe Ottavio Pitoni tramandò di lui che fu un uomo amabile, mentre Giovan Battista Doni lodò la modestia e i modi gentili di entrambi i fratelli Mazzocchi. Orazio Benevoli prenderà il suo posto a S. Pietro.